# جائزة البرازيل الكبرى 1973
جائزة البرازيل الكبرى 1973 هو سباق فورمولا 1 أقيم بتاريخ 11 فبراير 1973 في حلبة جوزيه كارلوس بيس للسيارات، البرازيل. كان الثاني من أصل 15 في بطولة العالم لسباقات الفورمولا واحد موسم 1973. حلّ البرازيلي إيمرسون فيتيبالدي أولا بينما جاء البريطاني جاكي ستيورات في المركز الثاني وحصل على المركز الثالث النيوزلندي ديني هولم.